# 플린트섬

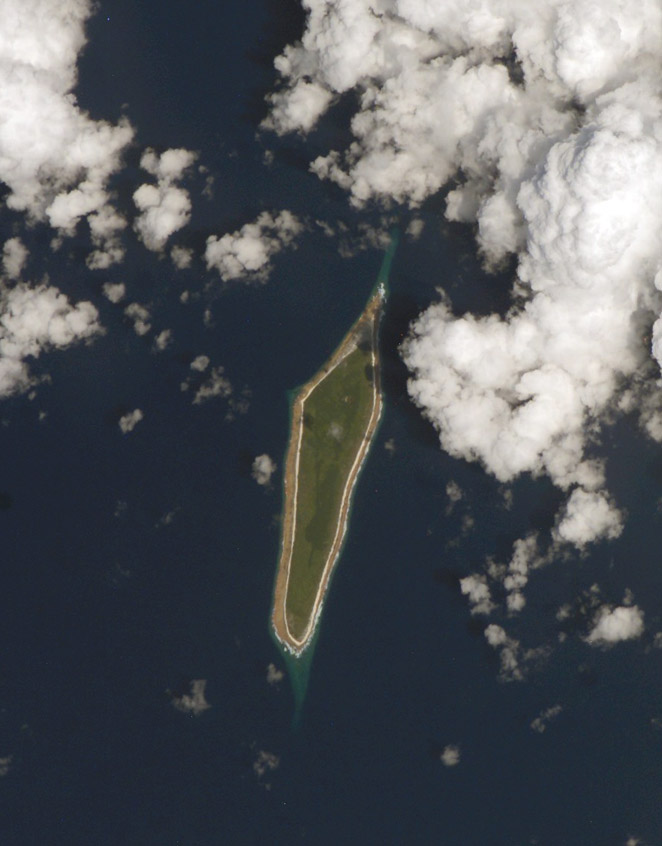
플린트섬

플린트섬(Flint Island)은 태평양 중서부에 위치한 키리바시의 섬으로, 라인 제도에 속한다.

## 갤러리

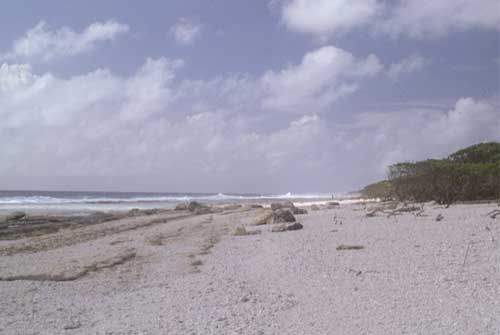
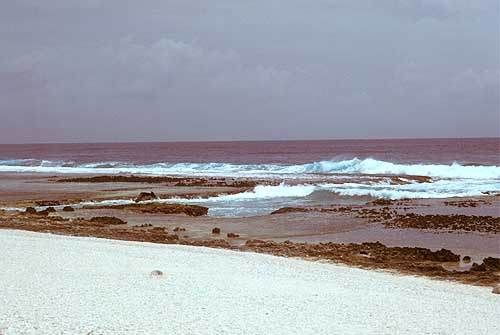
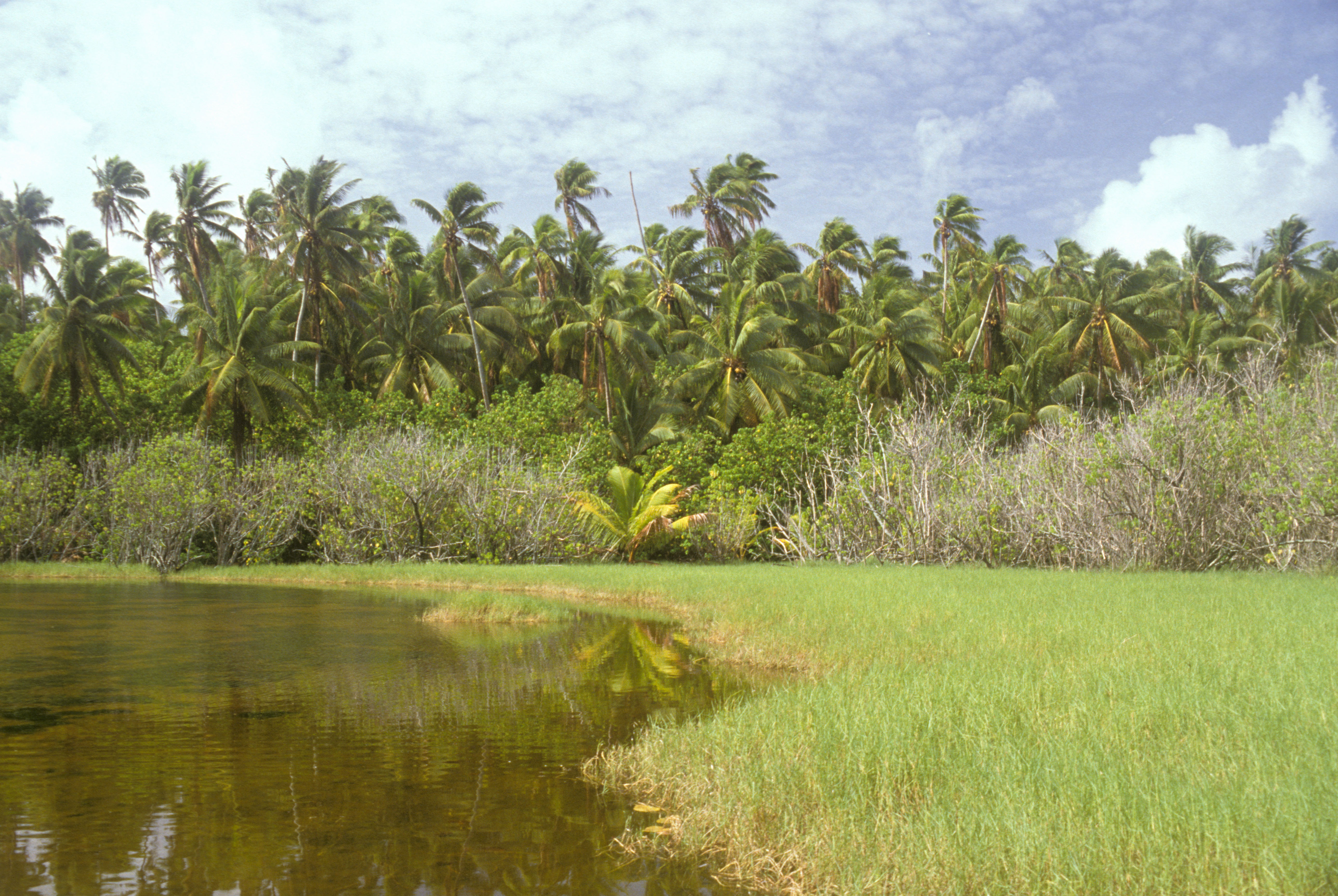
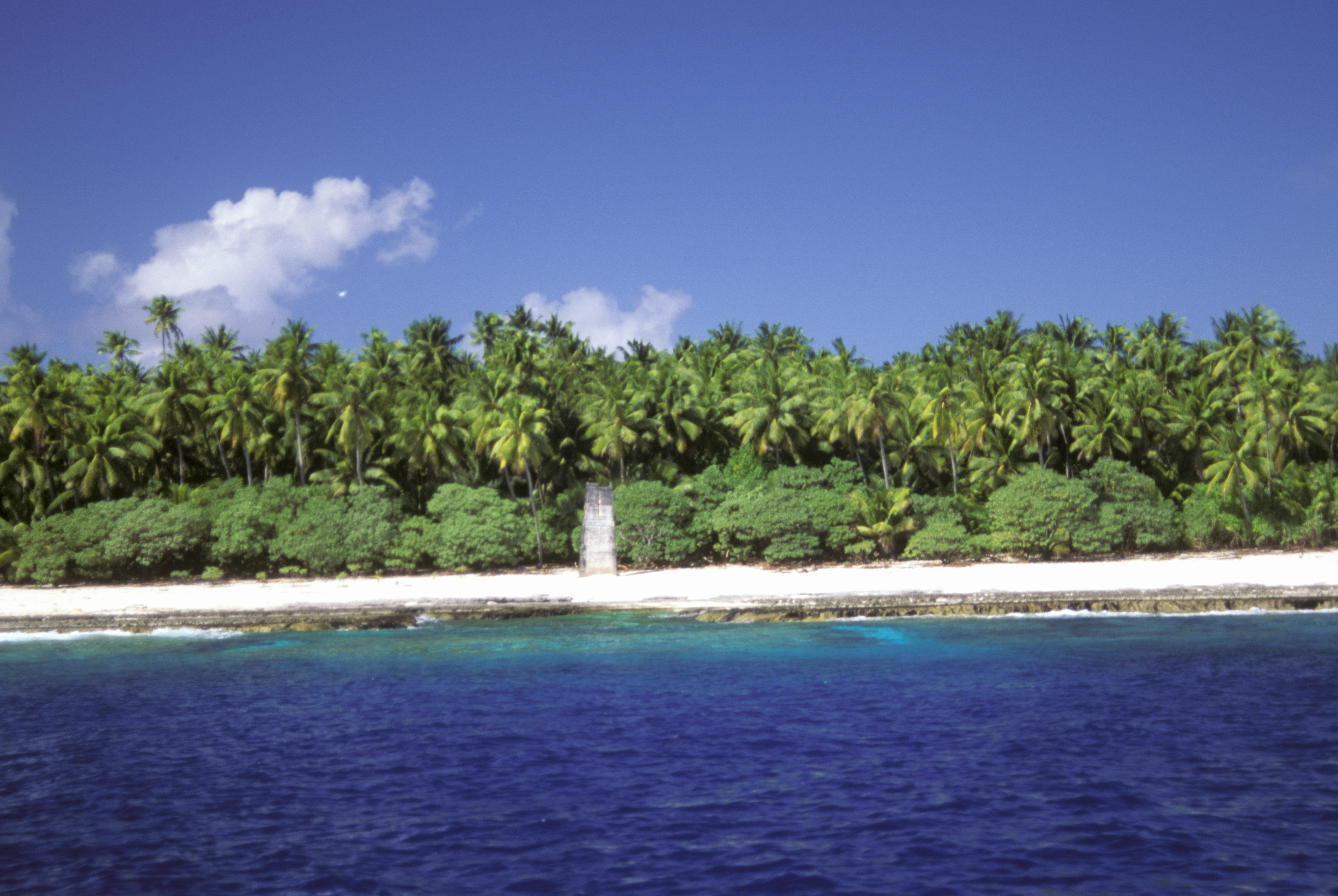
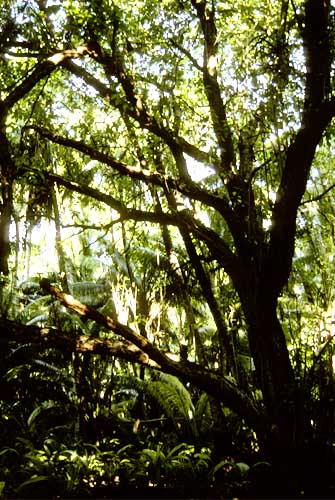